# Chibuzor Okonkwo
Chibuzor Okonkwo (Jos, 16 dicembre 1988) è un ex calciatore nigeriano, di ruolo difensore.

## Caratteristiche tecniche
Può essere schierato come terzino sia a destra che a sinistra.

## Carriera

### Club
Dal 2007, appena entrato nella prima squadra del Bayelsa United, squadra militante nella prima divisione nigeriana, ne è titolare.

### Nazionale
Nel 2008 viene convocato dalla Nigeria Under-23 per disputare le Olimpiadi di Pechino, nel corso delle quali realizza anche un gol, il quarto della semifinale contro il Belgio, terminata 4-1.

## Statistiche

### Cronologia presenze e reti in nazionale
| Cronologia completa delle presenze e delle reti in nazionale ― Nigeria | Cronologia completa delle presenze e delle reti in nazionale ― Nigeria | Cronologia completa delle presenze e delle reti in nazionale ― Nigeria | Cronologia completa delle presenze e delle reti in nazionale ― Nigeria | Cronologia completa delle presenze e delle reti in nazionale ― Nigeria | Cronologia completa delle presenze e delle reti in nazionale ― Nigeria | Cronologia completa delle presenze e delle reti in nazionale ― Nigeria | Cronologia completa delle presenze e delle reti in nazionale ― Nigeria |
| Data                                                                   | Città                                                                  | In casa                                                                | Risultato                                                              | Ospiti                                                                 | Competizione                                                           | Reti                                                                   | Note                                                                   |
| ---------------------------------------------------------------------- | ---------------------------------------------------------------------- | ---------------------------------------------------------------------- | ---------------------------------------------------------------------- | ---------------------------------------------------------------------- | ---------------------------------------------------------------------- | ---------------------------------------------------------------------- | ---------------------------------------------------------------------- |
| 3-3-2010                                                               | Abuja                                                                  | Nigeria                                                                | 5 – 2                                                                  | RD del Congo                                                           | Amichevole                                                             | -                                                                      |                                                                        |
| 9-2-2011                                                               | Lagos                                                                  | Nigeria                                                                | 2 – 1                                                                  | Sierra Leone                                                           | Amichevole                                                             | -                                                                      | 64’                                                                    |
| 27-3-2011                                                              | Abuja                                                                  | Nigeria                                                                | 4 – 0                                                                  | Etiopia                                                                | Qual. Coppa d'Africa 2012                                              | -                                                                      |                                                                        |
| 29-3-2011                                                              | Abuja                                                                  | Nigeria                                                                | 3 – 0                                                                  | Kenya                                                                  | Amichevole                                                             | -                                                                      |                                                                        |
| 1-6-2011                                                               | Abuja                                                                  | Nigeria                                                                | 4 – 1                                                                  | Argentina                                                              | Amichevole                                                             | -                                                                      | 66’                                                                    |
| 5-6-2011                                                               | Addis Abeba                                                            | Etiopia                                                                | 2 – 2                                                                  | Nigeria                                                                | Qual. Coppa d'Africa 2012                                              | -                                                                      |                                                                        |
| 4-9-2011                                                               | Antananarivo                                                           | Madagascar                                                             | 0 – 2                                                                  | Nigeria                                                                | Qual. Coppa d'Africa 2012                                              | -                                                                      |                                                                        |
| 6-9-2011                                                               | Dacca                                                                  | Argentina                                                              | 3 – 1                                                                  | Nigeria                                                                | Amichevole                                                             | -                                                                      | 46’                                                                    |
| 15-11-2011                                                             | Kaduna                                                                 | Nigeria                                                                | 2 – 0                                                                  | Zambia                                                                 | Amichevole                                                             | -                                                                      | 55’                                                                    |
| 27-7-2013                                                              | Abidjan                                                                | Costa d'Avorio                                                         | 2 – 0                                                                  | Nigeria                                                                | Qual. CHAN 2014                                                        | -                                                                      |                                                                        |
| Totale                                                                 |                                                                        | Presenze                                                               | 10                                                                     |                                                                        | Reti                                                                   | 0                                                                      |                                                                        |

| Cronologia completa delle presenze e delle reti in nazionale ― Nigeria olimpica | Cronologia completa delle presenze e delle reti in nazionale ― Nigeria olimpica | Cronologia completa delle presenze e delle reti in nazionale ― Nigeria olimpica | Cronologia completa delle presenze e delle reti in nazionale ― Nigeria olimpica | Cronologia completa delle presenze e delle reti in nazionale ― Nigeria olimpica | Cronologia completa delle presenze e delle reti in nazionale ― Nigeria olimpica | Cronologia completa delle presenze e delle reti in nazionale ― Nigeria olimpica | Cronologia completa delle presenze e delle reti in nazionale ― Nigeria olimpica |
| Data                                                                            | Città                                                                           | In casa                                                                         | Risultato                                                                       | Ospiti                                                                          | Competizione                                                                    | Reti                                                                            | Note                                                                            |
| ------------------------------------------------------------------------------- | ------------------------------------------------------------------------------- | ------------------------------------------------------------------------------- | ------------------------------------------------------------------------------- | ------------------------------------------------------------------------------- | ------------------------------------------------------------------------------- | ------------------------------------------------------------------------------- | ------------------------------------------------------------------------------- |
| 7-8-2008                                                                        | Tianjin                                                                         | Paesi Bassi olimpica                                                            | 0 – 0                                                                           | Nigeria olimpica                                                                | Olimpiadi 2008 - 1º turno                                                       | -                                                                               |                                                                                 |
| 10-8-2008                                                                       | Tianjin                                                                         | Nigeria olimpica                                                                | 2 – 1                                                                           | Giappone olimpica                                                               | Olimpiadi 2008 - 1º turno                                                       | -                                                                               |                                                                                 |
| 13-8-2008                                                                       | Pechino                                                                         | Nigeria olimpica                                                                | 2 – 1                                                                           | Stati Uniti olimpica                                                            | Olimpiadi 2008 - 1º turno                                                       | -                                                                               |                                                                                 |
| 19-8-2008                                                                       | Shanghai                                                                        | Nigeria olimpica                                                                | 4 – 1                                                                           | Belgio olimpica                                                                 | Olimpiadi 2008 - Semifinale                                                     | 1                                                                               |                                                                                 |
| 23-8-2008                                                                       | Pechino                                                                         | Nigeria olimpica                                                                | 0 – 1                                                                           | Argentina olimpica                                                              | Olimpiadi 2008 - Finale                                                         | -                                                                               |                                                                                 |
| Totale                                                                          |                                                                                 | Presenze                                                                        | 5                                                                               |                                                                                 | Reti                                                                            | 1                                                                               |                                                                                 |